# Station Shippea Hill
Shippea Hill is een spoorwegstation van National Rail in Shippea Hill, East Cambridgeshire in Engeland. Het station is eigendom van Network Rail en wordt beheerd door Greater Anglia. 